# Synopsidia afghana
Synopsidia afghana là một loài bướm đêm trong họ Geometridae.